# Asidero

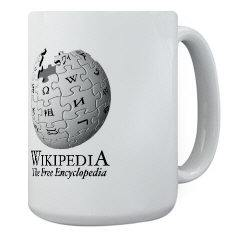
Taza con una única asa, vertical, con el logotipo de Wikipedia.

El asidero (que sirve para asir, agarrar, etc.) es un tipo generalizado de asa que facilita el manejo de un objeto siguiendo las leyes elementales de la ergonomía. En los objetos antiguos o de fabricación ancestral, su disposición pudo ser intuitiva o siguiendo una tradición de difícil documentación arqueológica. En el lenguaje popular es sinónimo de agarradero o agarre.
Morfológicamente, los asideros pueden responder a una amplia tipología: en arco, vertical u horizontal, y con una variación en su ángulo de apertura y curvatura. En pomo, en cuña, en aspa, en círculo, en «te», etc. Cuando el asidero es alargado recibe el nombre de mango.